# Steven Mungandu
Steven Mungandu (Lusaka, 6 de mayo de 1995) es un deportista zambiano que compite en judo.
Ganó una medalla de oro en los Juegos Panafricanos de 2023 y dos medallas de bronce en el Campeonato Africano de Judo, en los años 2020 y 2022.

## Palmarés internacional
| Juegos Panafricanos | Juegos Panafricanos       | Juegos Panafricanos | Juegos Panafricanos |
| Año                 | Lugar                     | Medalla             | Categoría           |
| ------------------- | ------------------------- | ------------------- | ------------------- |
| 2023                | Acra (Ghana)              | Medalla de oro      | –66 kg              |
| Campeonato Africano |                           |                     |                     |
| Año                 | Lugar                     | Medalla             | Categoría           |
| 2020                | Antananarivo (Madagascar) | Medalla de bronce   | –66 kg              |
| 2022                | Orán (Argelia)            | Medalla de bronce   | –66 kg              |